# 松田警察署
松田警察署（まつだけいさつしょ）は、神奈川県警察が管轄する警察署の一つである。
相模方面本部隷下、第五方面に属する小規模警察署であり、署長は警視。識別章所属表示はGD。
広範囲な山間部を担当するため、当署には毎年山開きに合わせ、山岳救助隊が設置される。
平成28年2月、新庁舎にて業務開始。

## 所在地
- 神奈川県足柄上郡松田町松田庶子477番地の1

## 管轄区域
- 南足柄市
- 足柄上郡中井町、大井町、松田町、山北町、開成町
  - 管轄面積：380.37km2

※当警察署は、神奈川県警察全54警察署の中で、最も広い管轄範囲を担当する。

## 沿革

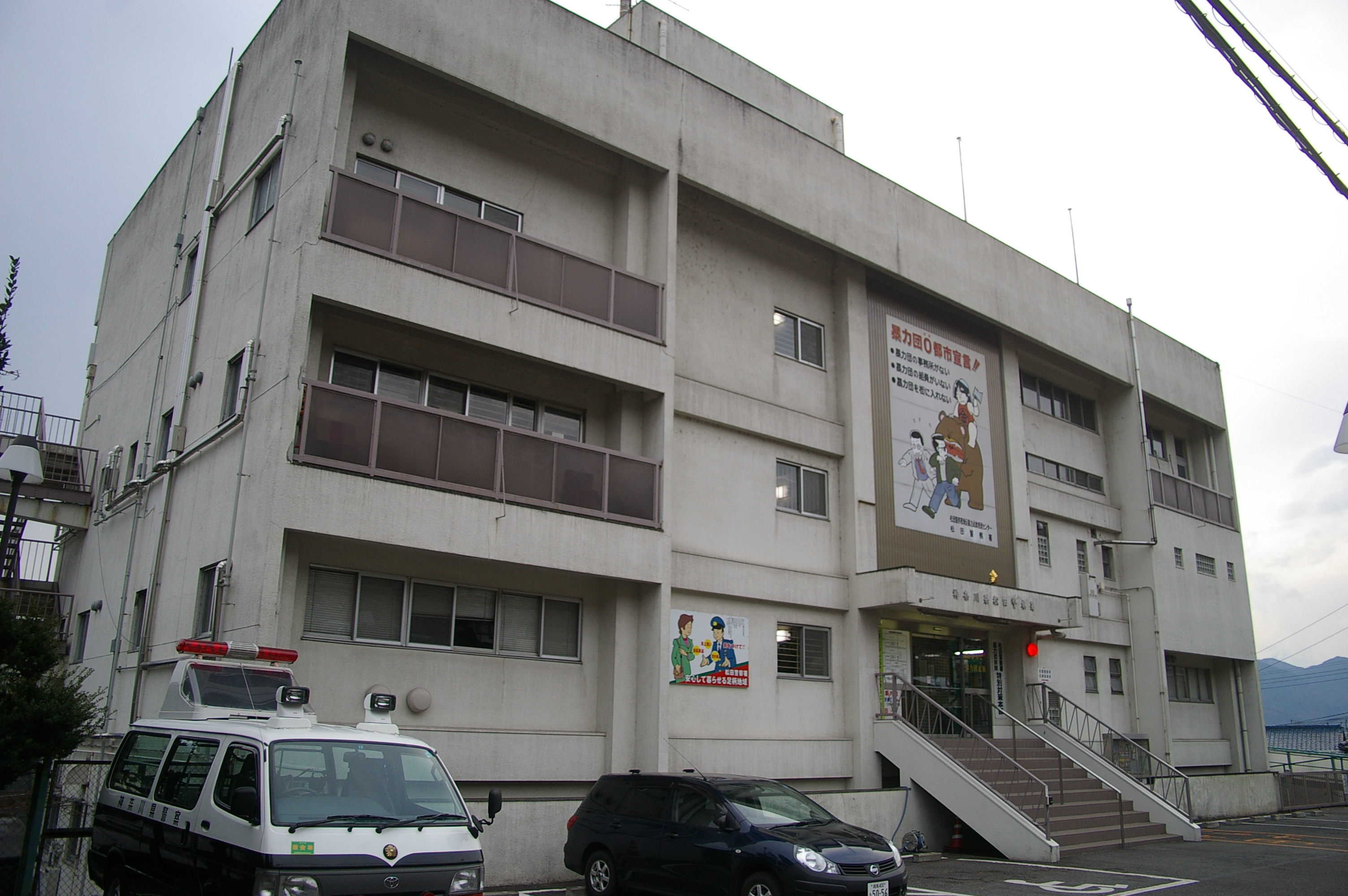
旧庁舎

- 1971年（昭和46年）2月　同所に旧庁舎開設。
- 2016年（平成28年）2月　新庁舎にて業務開始。（新庁舎本館は延床面積2680平方メートル、鉄筋コンクリート地上4階建て）

## 組織
- 署長（警視）
- 副署長（警視）
- 警務課 - 警務係、住民相談係、管理係
- 会計課 - 会計係
- 生活安全課 - 防犯少年係、経済保安係
- 地域課（警ら用無線自動車3台、小型警ら車16台） - 地域企画係、地域第一係、地域第二係、地域第三係
- 刑事課 - 強行犯係、盗犯係、鑑識係、知能組織犯罪対策係
- 交通課 - 交通総務係、交通捜査係、交通指導係
- 警備課 - 警備係

（7課体制）
※「神奈川県警察の組織に関する規則（昭和44年3月31日、公安委員会規則第2号）」を参考にした。

## 交番

### 南足柄市
- 大雄山駅前交番 - 南足柄市関本592番地1
- 岡本交番 - 南足柄市塚原1936番地1

### 松田町
- 新松田駅前交番 - 足柄上郡松田町松田惣領1358番地

### 大井町
- 金田交番 - 足柄上郡大井町金子1845番地3

## 駐在所

### 南足柄市
- 福沢駐在所 - 南足柄市壗下190番地7
- 北足柄駐在所 - 南足柄市内山1814番地2
- 狩野駐在所 - 南足柄市狩野464番地
- 苅野駐在所 - 南足柄市苅野68番地3

### 松田町
- 寄駐在所 - 足柄上郡松田町寄2540番地4

### 開成町
- 吉田島駐在所 - 足柄上郡開成町吉田島2875番地10
- 延沢駐在所 - 足柄上郡開成町延沢1097番地2

### 大井町
- 相和駐在所 - 足柄上郡大井町山田348番地3

### 中井町
- 井ノ口駐在所 - 足柄上郡中井町井ノ口2419番地37
- 中村駐在所 - 足柄上郡中井町半分形37番地6

### 山北町
- 岸駐在所 - 足柄上郡山北町岸1990番地1
- 向原駐在所 - 足柄上郡山北町向原2074番地3
- 共和駐在所 - 足柄上郡山北町平山342番地1
- 清水駐在所 - 足柄上郡山北町川西652番地32
- 三保駐在所 - 足柄上郡山北町神尾田759番地4